# Guy Gardner (astronauta)
Guy Spence Gardner (6 de enero de 1948) es un astronauta estadounidense y oficial de la fuerza aérea de su país, donde tiene el rango de coronel.
Gardner participó en dos misiones espaciales del programa de la NASA Space Shuttle, la STS-27 y la STS-35. Actualmente, retirado como astronauta es el superintendente de la Academia Militar de Riverside. 
- Datos: Q1376909
- Multimedia: Guy Gardner / Q1376909